# Mayacentrum pijol
Mayacentrum pijol är en spindeldjursart som beskrevs av Víquez och Armas 2006. Mayacentrum pijol ingår i släktet Mayacentrum och familjen Thelyphonidae. Inga underarter finns listade i Catalogue of Life.